# 瑪尼拉姆布爾烏帕齊拉
瑪尼拉姆布爾乌帕齐拉是孟加拉国傑索爾縣的一个乌帕齐拉，位於庫爾納专区的傑索爾縣。。

## 人口
據1991年孟加拉國人口普查，瑪尼拉姆布爾共有戶數59,615戶，人口326093人。其中男性佔比51.00%，女性佔比49.00%；成年人口168,903人。該地7歲以上人口之平均識字率為29.1%，低於全國平均值（32.4%）。